# Orangenäbbad sabelnäbb
Orangenäbbad sabelnäbb (Rhinopomastus minor) är en fågel i familjen skratthärfåglar inom ordningen härfåglar och näshornsfåglar. Den förekommer i buskmarker och skogslandskap i Östafrika. Arten tros minska i antal, men beståndet anses ändå vara livskraftigt.

## Kännetecken

### Utseende

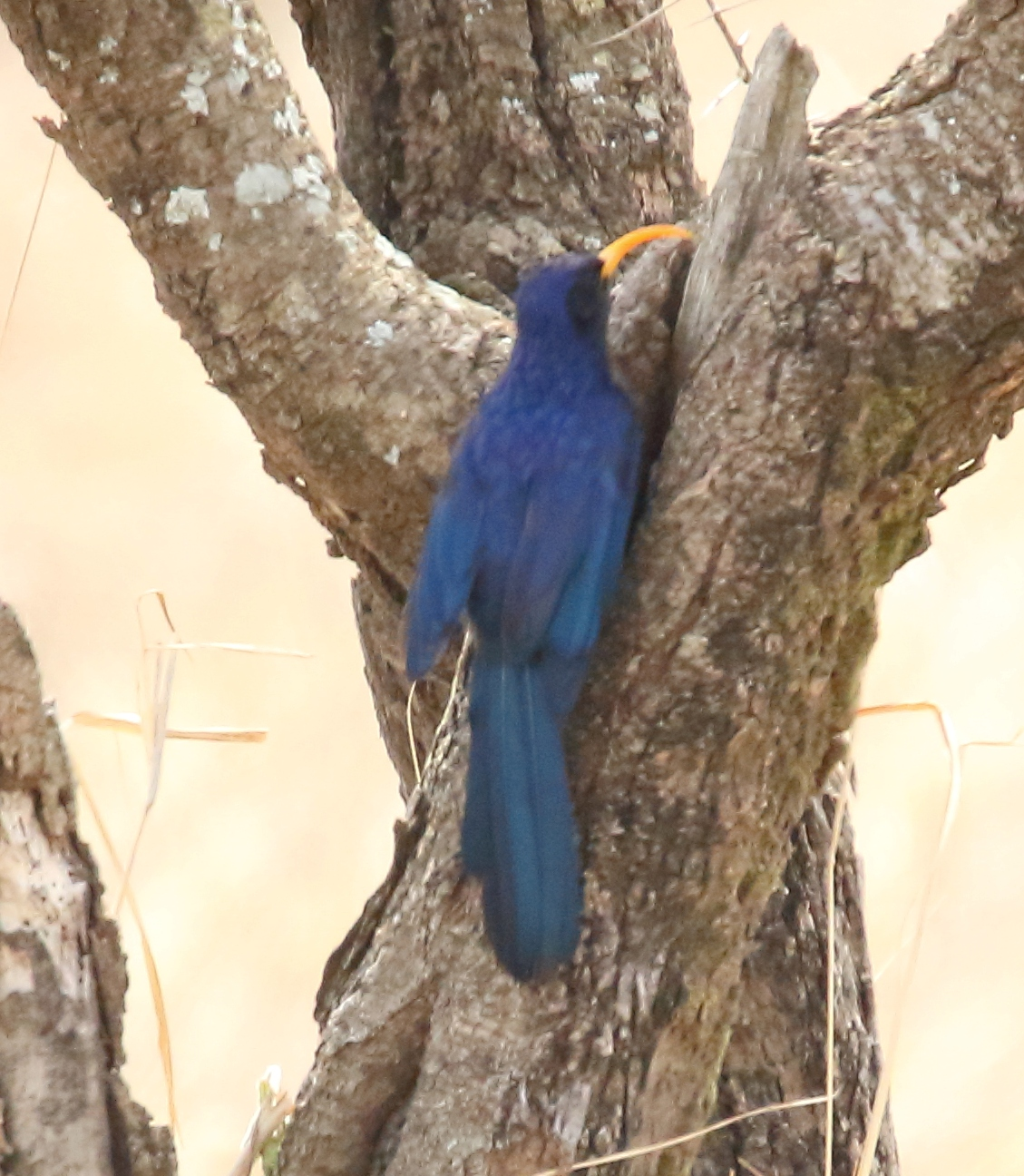

Orangenäbbad sabelnäbb är en liten (23–24 cm) och slank sabelnäbb, minst i familjen skratthärfåglar. Den har en lilasvart glänsande fjäderdräkt, kort stjärt och karakteristiskt kraftigt nedåtböjd orangeröd näbb (ej svart som hos övriga sabelnäbbar). Svarta ben och fötter skiljer den från de större, rödnäbbade skratthärfåglarna. Nominatformen (se nedan) har ett vitt band på de centrala handpennorna. Ungfågeln är mattare med sotfärgad, svartaktig näbb.

### Läten
Bland lätena hörs tjattrande "kirrie-kirrie-kirrie-kirrie", med varje ton först stigande och sedan fallande; även ett gnällande "kweee-u".

## Utbredning och systematik
Abessinsk sabelnäbb delas in i två underarter med följande utbredning:
- Rhinopomastus minor minor – förekommer från Etiopien till Somalia och norra Kenya
- Rhinopomastus minor cabanisi – förekommer i Sudan, södra Etiopien, Kenya och Tanzania

## Levnadssätt
Orangenäbbad sabelnäbb hittas torra och halvtorra buskmarker och skogslandskap under 1400 meters höjd. Födan består av insekter som skalbaggar, myror och getingar, men även frön och bär. Häckning har konstaterats mellan december och juli, mestadels under torrsäsongen. Arten är stannfågel.

## Status och hot
Arten har ett stort utbredningsområde och en stor population, men tros minska i antal till följd av avverkning av stora träd som den är beroende av för att häcka, hitta föda och ta nattkvist. Dock minskar den inte tillräckligt kraftigt för att den ska betraktas som hotad. Internationella naturvårdsunionen IUCN kategoriserar därför arten som livskraftig (LC). Världspopulationen har inte uppskattats men den beskrivs som vida spridd och lokalt vanlig i vissa områden.

## Taxonomi och namn
Orangenäbbad sabelnäbb beskrevs taxonomiskt av Eduard Rüppell 1845. Det vetenskapliga artnamnet minor betyder "liten" eller "mindre".